# カラーポワント
カラーポワント（Colorpointe）は、2011年1月31日に結成された日本のバレエエンターテイメントカンパニーである。キャッチコピーは「新感覚バレエファンタジー」。
海外公演の増加により、グループ名の　公式表記を英語の「Colorpointe」に統一。

## 概要
メンバー全員がクラシックバレエの経験者であり、全てのパフォーマンスの根底にはバレエ要素が含まれている。ステージでは必ずトウシューズを履き、独特なダンスと生歌唱によってシアトリカルな世界観を表現している。
支配人であるHinkが振り付けや演出など総合プロデュースを行い、楽曲の作詞も多くを手掛けている。
2011年の結成以降、数回のメンバー再編を経て、現体制となった。
主にライブハウスでの公演を中心としており、東京近郊や大阪・名古屋で公演を行うほか、近年ではアメリカやシンガポール、タイで開催される大型カルチャーイベントに出演するなど、海外公演も積極的に行っている。

### グループ名の由来
ポワント(Pointe)とはバレエにおける「シェル・ラ・ポワント(sur la pointe)」の略称で、トゥシューズで爪先立ちした状態、またはトゥシューズそのもののことを指す。グループ名のカラーポワントは「色とりどりのトゥシューズ」という意味を込めて名付けられている。
なお、グループ名の略称は「カラポン」。また、メンバーはファンのことを euPhoria(ユーフォリア) と呼称している。

## メンバー

### メインメンバー
- Hink(ヒンク)
11月18日生まれ[7]。Colorpointeの支配人として、総合プロデュースを担当している。楽曲の作詞、振付の多くも彼女によるものである。
その他、日本工学院 ダンスパフォーマンス科のバレエ講師も務めている[8]。
- Ari (アリ)
11月11日生まれ[9]。Colorpointeのリーダー。Hinkとともに元祖メンバーでもある。
- Uni(ユニ)
12月16日生まれ。2018年5月加入。
透明感のある佇まいと長い手足で、所狭しと優雅に舞い踊る。 モデルとしても多方面で活動。

- Rion(リオン)

7月17日生まれ。安定感のある歌声と持ち前の明るさで舞台に華を添える。
- Sena(セナ)

3月30日生まれ。小柄ながらに、抜群のバレエテクニックで観客を魅了する。
- Hiy(ヒィ)

3月25日生まれ。世界初！「トゥシューズ男子」として活動。その耽美な容姿で物語を紡ぐ。
アートに長けており、Colorpointeのグッズデザインなどにも携わる。
- Soran(ソラン)

6月28日生まれ。2023年6月5日デビュー。
その表現力で、歌に芝居にと、観る者を世界観に誘う。中性的でチャーミングな期待の新星。

### 元メンバー
- Suu (Vocal / Dancer) 
2月2日生まれ[10]。
- Emo (Lead Dancer / Chorus)
4月6日生まれ[11]。
- Chami (Vocal / Dancer)
8月15日生まれ、A型[12]。三姉妹の次女[12]。
講談社ミスiD2014 安藤美冬賞 受賞者[13]で、Colorpointe加入以前からモデルやダンサーとして活動している。現在も「木村仁美」名義にて、個人活動を並行している。
特技は大きな拍手をすることや、マイワールドに入り込むこと、コラボレーションして化学反応を起こすことと本人は言っている[12]。
- Koto (Lead Dancer / Chorus)
12月22日生まれ。2017年11月加入。

## 略歴

### 2016年
- 7月9日、C3 CharaExpo 2016[注釈 1]@SINGAPORE 出演[14]。
- 10月29日、10月30日、SJ50 MATSURI（SJ50まつり）[注釈 2]@SINGAPORE 出演。

### 2017年
- 1月20日、ワンマンLIVE「Innocent Letter」＠渋谷Glad 開催[15]。
- 2月11日、J-CHANNEL[注釈 3]＠BANGKOK 出演[16]。
- 2月12日、Japan Expo Thailand 2017[注釈 4]＠BANGKOK 出演[17]。
- 4月20日、J-CHANNEL[注釈 5]＠BANGKOK 出演[18]。
- 4月22日、4月23日、Thailand Comic Con 2017[注釈 6]@BANGKOK 出演[19][20]。
- 5月26日、主催LIVE「秘密のまほろば歓楽街」＠渋谷Star lounge 開催[21]。
- 8月2日、3rdワンマンLIVE「～Welcome to the platinum stella～」＠渋谷WWW 開催[22][23]。
- 9月9日、9月10日、Singapore Toy Game and Comic Convention(STGCC) 2017[注釈 7]＠SINGAPORE 出演[24]。
- 11月3日、4thワンマンLIVE「～twinCle theater～」＠表参道GROUND 開催。
- 12月20日、主催LIVE「真夜中のTiny street」＠渋谷Star lounge 開催[25]。

### 2018年
- 2月24日、主催LIVE「月下の魔法音楽会」＠月見ル君想フ 開催。
- 3月7日、ミニワンマンLIVE ＠渋谷Starlounge 開催。
- 3月30日、Anime Matsuri ＠The George R. Brown Convention Center (Houston, USA) 出演[26][27]。
- 4月27日-4月30日、「上野の森 バレエホリディ 2018」[28](文化庁委託事業「平成30年度 戦略的芸術文化創造事業」)にて、東京文化会館 特設屋外ステージでのライブパフォーマンスとブース出店実施。[29]
- 5月31日、Colorpointe presents「～twinCle theater～ vol.2」＠渋谷Starlounge 開催[30] 。
- 6月9日、6月10日、ASIA GAME FESTIVAL(AGF) ＠Singapore 出演[31][32]。
- 8月8日、ワンマンLIVE「Merry Night Museum」 ＠渋谷WWW 開催[33]。
- 8月10日、18日、31日、「としまえん 2018 夏のイベントジャックダニエルビアガーデンLIVE」出演[34]。
- 11月2日、11月3日、「北出菜奈 with Colorpointe」 SALÓ DEL MANGA DE BARCELONA[注釈 8] ＠BARCELONA 出演[35]。
- 12月10日、Colorpointe presents 「月下の魔法音楽会 vol.2」 ＠渋谷Starlounge 開催。

### 2019年
- 4月27日、Colorpointe presents「～twinCle theater～ vol.3」＠月見ル君想フ 開催。Last live performance of Emo and Chami。
- 6月18日、Colorpointe presents「消えたMusic Laboratory」＠渋谷Starlounge 開催。
- 10月26日、10月27日、Colorpointeミュージカル ＠池袋シアターグリーン BIG TREE THEATER 公演。

### 2021年
- 6月16日、Colorpointe(カラーポワント)の4作目となるアルバム「Medically BAROQUE」を、全国のCDショップ、iTunes Store等の販売サイト、Apple Musicをはじめとしたサブスクリプションサービスでリリース。
- 6月18日、Colorpointeの4枚目のアルバム「Medically BAROQUE」よりMVが公開されました。
- 9月28日、英国のSetsuzoku Recordsとレーベル契約を結び、Colorpointeの世界をより一層広げる。
- 10月19日、BKBデビュー楽曲の「#亡霊のくせにボーイッシュ」がデジタルリリースいたしました！Ariがボーカルを務めた『亡霊のくせにボーイッシュ』は、もともとBKBの単独ライブの為だけに作成した楽曲だった。
- 10月27日、Colorpointe主催公演　昼の部　踊ってみた「ニコニコ収穫祭」、夜の部「雲霧団子と丑三つ百鬼夜行」開催。
- 12月29日、Colorpointe主催公演「メリートレインと不思議なトンネル」渋谷Starloungeにて開催。

### 2022年
- 1月31日、Colorpointe結成11周年！Colorpointeは結成から11周年を迎え、12年目に突入する。
- 2月25日、【新感覚バレエファンタジー英国デビューへ！】ColorpointeがUKレーベル"Setsuzoku Records"より「Medically BAROQUE」をリリース!!

### 2024年
- 11月13日、Colorpointe主催公演「Giselle in Haunted book store」＠池袋シアターグリーン BIG TREE THEATERにて公演予定[36]。

## ディスコグラフィ

### ミニアルバム
| 発売日       | タイトル       | 規格 | 規格品番/JAN              | 収録曲                | クレジット                                          |
| ------------ | -------------- | ---- | ------------------------- | --------------------- | --------------------------------------------------- |
| 2016年4月6日 | PARADIGM SHIFT | CD   | CP0131-5815 4948722521198 | 1. 星屑Stairway       | 作詞 / 作曲 エンドウ.（GEEKS）                      |
| 2016年4月6日 | PARADIGM SHIFT | CD   | CP0131-5815 4948722521198 | 2. アストロガール     | 作詞 Hink / 作曲 ナカムラタカノリ（ジャミーメロー） |
| 2016年4月6日 | PARADIGM SHIFT | CD   | CP0131-5815 4948722521198 | 3. ダンシングパレード | 作詞 Hink / 作曲 fryadlus                           |
| 2016年4月6日 | PARADIGM SHIFT | CD   | CP0131-5815 4948722521198 | 4. Antique circus     | 作詞 Hink / 作曲 田村信二                           |
| 2016年4月6日 | PARADIGM SHIFT | CD   | CP0131-5815 4948722521198 | 5. Sugar pianist      | 作詞 Hink / 作曲 エンドウ.（GEEKS）                 |

### アルバム
| 発売日          | タイトル          | 規格 | 規格品番/JAN             | 収録曲                                                                          | クレジット                                        |
| --------------- | ----------------- | ---- | ------------------------ | ------------------------------------------------------------------------------- | ------------------------------------------------- |
| 2016年9月14日   | PAINT NIGHTMARE   | CD   | CPTF-00001 4948722523406 | 1. Rainy princess                                                               | 作詞 Hink 作曲 エンドウ.（GEEKS）                 |
| 2016年9月14日   | PAINT NIGHTMARE   | CD   | CPTF-00001 4948722523406 | 2. コスモ・スターファクトリー.Inc                                               | 作詞 Hink 作曲 ナカムラタカノリ（ジャミーメロー） |
| 2016年9月14日   | PAINT NIGHTMARE   | CD   | CPTF-00001 4948722523406 | 3. 虹筆くんのうた                                                               | 作詞 虹筆 作曲 ナカムラタカノリ（ジャミーメロー） |
| 2016年9月14日   | PAINT NIGHTMARE   | CD   | CPTF-00001 4948722523406 | 4. ～Platinum paranoia～                                                        | 作曲 fryadlus                                     |
| 2016年9月14日   | PAINT NIGHTMARE   | CD   | CPTF-00001 4948722523406 | 5. Seiren ‘s dinner                                                             | 作詞 Hink 作曲 fryadlus                           |
| 2016年9月14日   | PAINT NIGHTMARE   | CD   | CPTF-00001 4948722523406 | 6. Paint-Nightmare                                                              | 作詞 / 作曲 エンドウ.（GEEKS）                    |
| 2017年7月19日   | Princess’s knife  | CD   | CPTF-00008 4948722528418 | 1. Innocent knife                                                               | 作詞 Hink 作曲 エンドウ.（GEEKS）                 |
| 2017年7月19日   | Princess’s knife  | CD   | CPTF-00008 4948722528418 | 2. Haunted book store                                                           | 作詞 Hink 作曲 fryadlus                           |
| 2017年7月19日   | Princess’s knife  | CD   | CPTF-00008 4948722528418 | 3. Bubble Bath Road                                                             | 作詞 Hink 作曲 ナカムラタカノリ（ジャミーメロー） |
| 2017年7月19日   | Princess’s knife  | CD   | CPTF-00008 4948722528418 | 4. Merry station                                                                | 作詞 Ari 作曲 ナカムラタカノリ（ジャミーメロー）  |
| 2017年7月19日   | Princess’s knife  | CD   | CPTF-00008 4948722528418 | 5. ダンシングパレード (fryadlus Remix)                                          | 作詞 Hink 作曲 fryadlus                           |
| 2017年7月19日   | Princess’s knife  | CD   | CPTF-00008 4948722528418 | 6. Twinray Laboratory                                                           | 作詞 Hink 作曲 エンドウ.（GEEKS）                 |
| 2017年7月19日   | Princess’s knife  | CD   | CPTF-00008 4948722528418 | 7. Sugar pianist (instrumental)                                                 | 作曲/編曲 エンドウ.（GEEKS）                      |
| 2017年7月19日   | Princess’s knife  | CD   | CPTF-00008 4948722528418 | 8. まほろば歓楽街                                                               | 作詞 Hink 作曲 Yunomi                             |
| 2017年7月19日   | Princess’s knife  | CD   | CPTF-00008 4948722528418 | 9. ～Welcome to the platinum stella ～                                          | 作詞 Hink 作曲 fryadlus                           |
| 2021年6月１６日 | Medically BAROQUE | CD   | CPTF-00010 4948722552864 | 1.Cathedral Mirage                                                              | 作詞曲 佐藤由佳 編曲 黒色すみれ                   |
| 2021年6月１６日 | Medically BAROQUE | CD   | CPTF-00010 4948722552864 | 2.Stray Sheep School                                                            | 作詞 Hink 作曲 エンドウ.(GEEKS)                   |
| 2021年6月１６日 | Medically BAROQUE | CD   | CPTF-00010 4948722552864 | 3.夢幻夜想曲                                                                    | 作詞 Ari 作曲 ナカムラタカノリ(ジャミーメロー)    |
| 2021年6月１６日 | Medically BAROQUE | CD   | CPTF-00010 4948722552864 | 4.Witch Hunting Night                                                           | 作詞 Hink 作曲 エンドウ.(GEEKS)                   |
| 2021年6月１６日 | Medically BAROQUE | CD   | CPTF-00010 4948722552864 | 5.Life is for the stage (Colorpointeミュージカル「シュガーポットサーカス」より) | 作詞 Hink 作曲 ナカムラタカノリ(ジャミーメロー)   |
| 2021年6月１６日 | Medically BAROQUE | CD   | CPTF-00010 4948722552864 | 6.Dolly Homing                                                                  | 作詞 Hink 作曲 エンドウ.(GEEKS)                   |
| 2021年6月１６日 | Medically BAROQUE | CD   | CPTF-00010 4948722552864 | 7.Swan garden                                                                   | 作詞 虹筆 作曲 ナカムラタカノリ(ジャミーメロー)   |

### フォトCDブック
| 発売日          | タイトル                 | 規格           | 規格品番/JAN           | 収録曲                                                   | クレジット                |
| --------------- | ------------------------ | -------------- | ---------------------- | -------------------------------------------------------- | ------------------------- |
| 2019年5月１９日 | Choosy Museum Dictionary | フォトCDブック |                        | 1. Choosy Museum                                         | 作詞 Hink / 作曲 fryadlus |
| 2019年5月１９日 | Choosy Museum Dictionary | フォトCDブック | 2. Sugar pianist       | 作詞 Hink / 作曲 エンドウ.（GEEKS）                      |                           |
| 2019年5月１９日 | Choosy Museum Dictionary | フォトCDブック | 3. Merry station       | 作詞 Ari / 作曲 ナカムラタカノリ（ジャミーメロー）       |                           |
| 2019年5月１９日 | Choosy Museum Dictionary | フォトCDブック | 4. Rainy princess      | 作詞 Hink / 作曲 エンドウ.(GEEKS)                        |                           |
| 2019年5月１９日 | Choosy Museum Dictionary | フォトCDブック | 5. 8bit Town           | 作詞 Hink/Aida / 作曲 ナカムラタカノリ（ジャミーメロー） |                           |
| 2019年5月１９日 | Choosy Museum Dictionary | フォトCDブック | 6. Witch Hunting Night | 作詞 Hink / 作曲 エンドウ.（GEEKS）                      |                           |

### シングル
| 発売日        | タイトル         | 規格                          | 収録曲                             | クレジット                           |
| ------------- | ---------------- | ----------------------------- | ---------------------------------- | ------------------------------------ |
| 2023年6月28日 | Unholy Orchestra | デジタルCD(日本レーベル）     | 1. Unholy Orchestra                | 作曲【GEEKS】【月蝕會議】のエンドウ. |
| 2023年6月28日 | Unholy Orchestra | デジタルCD(イギリスレーベル） | 1. Unholy Orchestra                | 作曲【GEEKS】【月蝕會議】のエンドウ. |
| 2023年6月28日 | Unholy Orchestra | デジタルCD(イギリスレーベル） | 2. Unholy Orchestra (Instrumental) |                                      |